# FLAVOR FLAVOR
「FLAVOR FLAVOR」（フレイバー・フレイバー）は、KEYTALKの楽曲で、メジャー4枚目（通算7枚目）のシングル。2015年3月4日にGetting Betterから発売された。

## 概要
初回生産盤と通常盤の2形態で発売されており、初回生産盤には2014年に開催された『SUPER EXPRESS TOUR 2014』のライブ映像とドキュメント映像が収録されたDVDが付属している。
表題曲である「FLAVOR FLAVOR」のミュージック・ビデオの監督は、株式会社Logfilmの代表である青木亮二が手掛けている。

## 収録曲

### CD
1. FLAVOR FLAVOR［4:23］
作詞・作曲：首藤義勝
2. ナンバーブレイン［2:19］
作詞・作曲：小野武正
3. Stand By Me［3:23］
作詞・作曲：寺中友将

### DVD（初回限定盤のみ付属）
1. SUPER EXPRESS TOUR 2014 Document-Road to EX THEATER ROPPONGI-
2. エンドロール
3. MONSTER DANCE
4. a picture book
  - #2〜#4は、ライブ映像である。

## 収録アルバム
- HOT!（#1）
- Best Selection Album of Victor Years（#1）
- Coupling Selection Album of Victor Years（#2、#3）